# Glyptosceloides
Glyptosceloides is een geslacht van kevers uit de familie bladkevers (Chrysomelidae).
De wetenschappelijke naam van het geslacht werd in 1994 gepubliceerd door Askevold & Flowers.

## Soorten
- Glyptosceloides dentatus Askevold & Flowers, 1994